# 30248 Kimstinson
30248 Kimstinson este un asteroid din centura principală de asteroizi.

## Descriere
30248 Kimstinson este un asteroid din centura principală de asteroizi. A fost descoperit pe 28 aprilie 2000 la Socorro, New Mexico, în cadrul proiectului LINEAR. Asteroidul prezintă o orbită caracterizată de o semiaxă mare de 2,80 ua, o excentricitate de 0,20 și o înclinație de 5,3° în raport cu ecliptica.